# Youmdoung
 Youmdoung (ou Youmdoum) est une localité du Cameroun située dans l'arrondissement de Bourrha, le département du Mayo-Tsanaga et la région de l’Extrême-Nord, à proximité de la frontière avec le Nigeria. Elle fait partie du canton de Guili.

## Population
En 1966-1967, la localité comptait 159 habitants, principalement des Bana. À cette date, elle était inaccessible en voiture.
Lors du recensement de 2005, deux villages du canton de Guili portent le même nom de Youmdoung. L'un est crédité de 578 habitants, l'autre de 471.